# تیکی تاکا

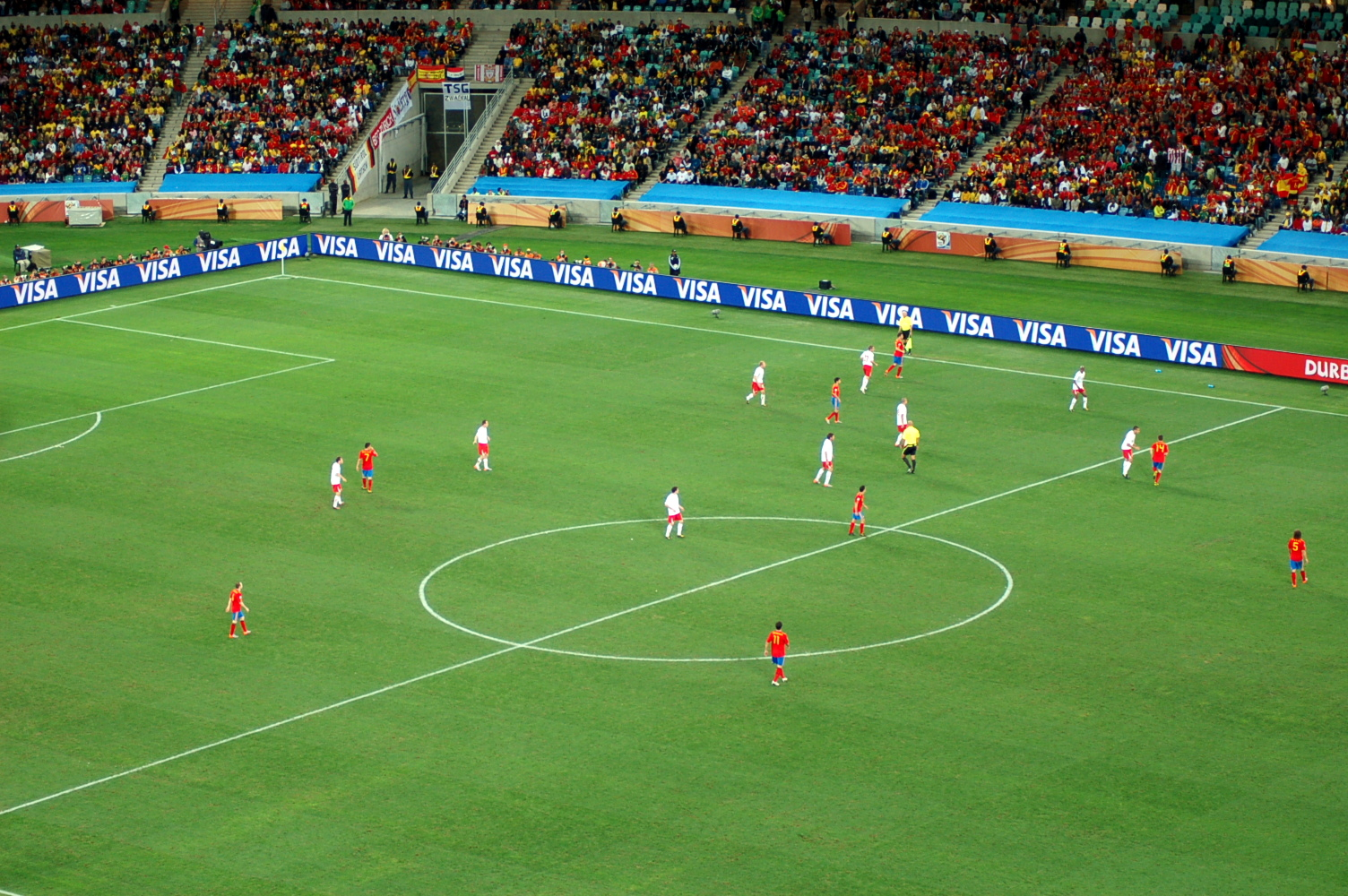
خط هافبک اسپانیا (پیراهن قرمز) برابر سوییس (پیراهن سفید) جام جهانی ۲۰۱۰. خط هافبک از کلیدهای تیکی تاکاست.

تیکی تاکا (به اسپانیایی: Tiqui-Taca) سبکی در ورزش فوتبال است که مشخصه‌های آن پاسهای کوتاه پیاپی و جابجایی بازیکنان، به گردش درآوردن توپ از طریق کانالهای گوناگون و حفظ مالکیت و بازی هجومی هستند. اولین بار استفاده از این سبک همزمان با تصدی سمت سرمربی باشگاه بارسلونا توسط رینوس میشل بود که بعد ها توسط یوهان کرایف و پپ گواردیولا گسترش یافت و تاکنون نیز در این تیم استفاده می‌شود، همچنین در دوران مربیگری لوییس آراگونز و ویسنته دل بوسکه و لوئیس انریکه در تیم ملی فوتبال اسپانیا نیز به کار گرفته شد . تیکی تاکا با فاصله گرفتن از ترکیب‌های مرسوم در فوتبال سنتی، مفهومی مشتق شده از بازی منطقه‌ای است.

## پیشگامان
تاکتیک های پیشین که مانند تیکی تاکا به دلیل موفقیت بی سابقه ای در عبور و حرکت بدون توپ به موفقیت در زمان خود رسید، شامل Schalker Kreisel  ("قهرمان شالکه") بود.که در سال ۱۹۳۴ و ۱۹۴۲ شش قهرمانی آلمان را از آن خود کرد، و کل فوتبال که توسط آژاکس آمستردام و تیم ملی هلند در دهه ۱۹۷۰ مورد استفاده قرار گرفت.